# Catasetum brichtae
Catasetum brichtae är en orkidéart som beskrevs av Hamilton Dias Bicalho. Catasetum brichtae ingår i släktet Catasetum och familjen orkidéer. Inga underarter finns listade i Catalogue of Life.